# Andrea Vendrame
Andrea Vendrame (Conegliano, 20 de julho de 1994) é um ciclista italiano adscrito às fileiras da equipa continental italiana Androni Giocattoli.

## Palmarés
2015
- Giro do Belvedere

2016
- 3º no Campeonato Europeu em Estrada sub-23

2019
- 1 etapa do Circuito de Sarthe
- Tro Bro Leon[2]

## Resultados nas Grandes Voltas
| Carreira        | 2017 | 2018 | 2019 |
| --------------- | ---- | ---- | ---- |
| Giro d'Italia   | -    | 90º  |      |
| Tour de France  | -    | -    | -    |
| Volta a Espanha | -    | -    | -    |

-: não participa 

Ab.: abandono 